# Neoheterophrictus
Genre
Neoheterophrictus est un genre d'araignées mygalomorphes de la famille des Theraphosidae.

## Distribution
Les espèces de ce genre sont endémiques d'Inde. Elles se rencontrent au Karnataka, au Maharashtra et au Kerala.

## Liste des espèces
Selon World Spider Catalog (version 22.5, 20/07/2021) :
- Neoheterophrictus amboli Mirza & Sanap, 2014
- Neoheterophrictus bhori (Gravely, 1915)
- Neoheterophrictus chimminiensis Sunil Jose, 2020
- Neoheterophrictus crurofulvus Siliwal, Gupta & Raven, 2012
- Neoheterophrictus madraspatanus (Gravely, 1935)
- Neoheterophrictus sahyadri Siliwal, Gupta & Raven, 2012
- Neoheterophrictus smithi Mirza, Bhosale & Sanap, 2014
- Neoheterophrictus uttarakannada Siliwal, Gupta & Raven, 2012

## Publication originale
- Siliwal, Gupta & Raven, 2012 : « A new genus of the family Theraphosidae (Araneae: Mygalomorphae) with description of three new species from the western Ghats of Karnataka, India. » Journal of Threatened Taxa, vol. 4, no 14, p. 3233-3254 (texte intégral).